# Anolis alvarezdeltoroi
Anolis alvarezdeltoroi – gatunek słabo poznanej, meksykańskiej jaszczurki z rodziny Anolidae.

## Systematyka
Gatunek należy do rodzaju Anolis. Zaliczany bywał też do Norops, obecnie uznawanego za młodszy synonim Anolis.
Rodzaj Anolis umieszcza się obecnie w monotypowej rodzinie Anolidae. W przeszłości zaliczano go jednak do rodziny legwanowatych (Iguanidae).

## Rozmieszczenie geograficzne
Zwierzę to żyje endemicznie w Meksyku. Zamieszkuje stan Chiapas leżący na południu tego kraju. Wśród lokalizacji, gdzie odnotowano obecność tej jaszczurki, IUCN podaje El Ocote i Ocozocoautla, stanowiącą jego lokalizację typową.
Gad bytuje na wysokości około 940 m n.p.m.

## Siedlisko
Siedlisko tego zauropsyda stanowi wiecznie zielony las tropikalny. Nie wiadomo, jak radzi sobie w środowiskach zmodyfikowanych działalnością ludzką i czy potrafi w nich przetrwać.

## Zagrożenia i ochrona
Sądzi się, że gatunkowi zagraża utrata środowiska naturalnego spowodowana wylesianiem związanym z tworzeniem nowych terenów rolniczych.